# Беар, Мариус

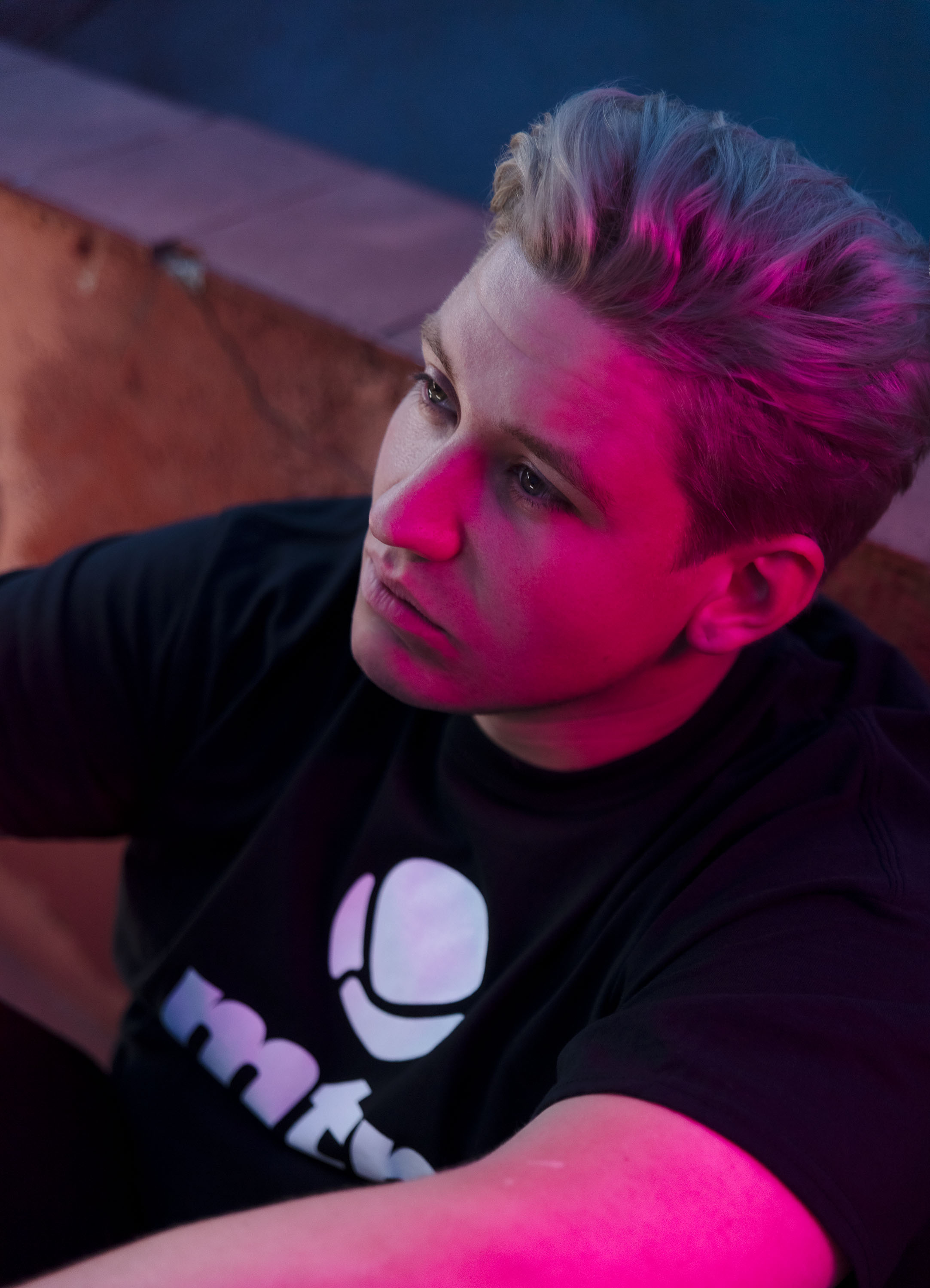
Мариус Беар «2020»

Мариус Беар (нем. Marius Bear, настоящее имя Мариус Хюгли нем. Marius Hügli, род. 21 апреля 1993 года) — швейцарский музыкант из Энгенхюттена (район Шлатт-Хаслен, кантон Аппенцелль-Иннерроден), выступающий как автор-исполнитель.

## Биография
Учился на механика строительной техники, играет на гитаре и в течение года изучал музыкальное продюсерство в Лондоне в Британском и Ирландском институте современной музыки (BIMM) в 2017 году. Он начал свою карьеру уличного музыканта в родной Швейцарии, а также в Германии. 18 августа 2020 года он появился на шоу RTL «Я вижу твой голос» и 9 января 2021 года выступил в шоу-программе SRF 1 в программе «1 против 100 — Большой годовой обзор».  Он представлял Швейцарию на «Евровидении-2022» в Турине, где занял 17 место.

## Дискография

### Альбомы
- 2018: Sanity
- 2019: Not Loud Enough
- 2022: Boys Do Cry

### Синглы
- 2017: I’m a Man
- 2018: Sanity
- 2018: Remember Me
- 2019: My Crown
- 2019: Streets
- 2019: Blood of My Heartbeat
- 2019: Come What May
- 2019: Not Loud Enough
- 2020: Now or Never
- 2020: I Wanna Dance with Somebody (Who Loves Me)
- 2020: High Notes
- 2021: Heart on Your Doorstep
- 2021: Waiting on the World to Change (совместно с Пэтом Бургенером)
- 2021: Boys Do Cry

## Награды
- 2019: Swiss Music Awards — Категория: Лучший талант[9]